# Focillistis salsoma
Focillistis salsoma là một loài bướm đêm trong họ Noctuidae.